# Mustelus ravidus
Mustelus ravidus es una especie de tiburón de la familia Triakidae, que habita en las aguas de los océanos Pacífico e Índico alrededor de Australia. Se distribuye ampliamente en las aguas costeras profundas (de 100 a 300 m de profundidad).